# Stalmine-with-Staynall
Stalmine-with-Staynall – civil parish w Anglii, w Lancashire, w dystrykcie Wyre. W 2011 civil parish liczyła 1486 mieszkańców.